# 蒙纳士大学商学院
蒙纳士大学商学院（英語：Monash Business School），校址設於維多利亞州墨爾本，是澳洲一所從屬於研究型大學－蒙納許大學的商學院。Monash Business School由七個學系組成，亦提供企業管理碩士（MBA）等學士後學位課程。
蒙纳士大学商学院的特色是，學子可另外選擇應用金融、商業法、健康服務管理、人力資源管理、市場行銷、專業會計、風險管理等碩士學位與MBA搭配，研修雙碩士學位。2009年，逾4,000名學生於此攻讀商學與管理課程。

## 排名
蒙纳士大学商学院獲得AACSB、EQUIS、AMBA三大國際商學評鑑機構認可，在2009年西班牙世界大學網路排名的商學院排名中，全澳第二。

## 學位課程
- 課程總覽
- 會計學
- 商學
- 商業法
- 商務科技
- 經濟學
- 金融、銀行暨風險管理學
- 人力資源管理暨工作關係學
- 國際貿易暨外交學
- 管理學
- 市場行銷學
- 公共政策學
- 雙碩士學位

## 外部連結
- 蒙納許商學研究所官方網站